# Anthomyia plurinotata
Anthomyia plurinotata este o specie de muște din genul Anthomyia, familia Anthomyiidae, descrisă de Brulle în anul 1833. Conform Catalogue of Life specia Anthomyia plurinotata nu are subspecii cunoscute.